# William Scott (athlétisme)
Pour les articles homonymes, voir Scott et William Scott.
William Scott (23 mars 1884 - 8 décembre 1931) est un athlète britannique spécialiste du cross-country. Son club était le Salford Harriers.

## Biographie

### Records
| Épreuve       | Performance   | Lieu | Date |
| ------------- | ------------- | ---- | ---- |
| 10 000 mètres | 31 min 57 s 5 |      | 1912 |